# Lauron
Lauron – miasto w Hispania Tarraconensis, na wschód od Gades, położone w pobliżu wybrzeża, znane z bitwy między wojskami Sertoriusza i Pompejusza w roku 80 p.n.e. Miejsce śmierci Pompejusza w roku 48 p.n.e.